# دوغ هايندز
دوغ هايندز هو منافس ألعاب قوى كندي، ولد في 15 أبريل 1958 في تورونتو في كندا.

## وصلات خارجية
- دوغ هايندز على موقع الاتحاد الدولي لألعاب القوى (الإنجليزية)
- دوغ هايندز على موقع الاتحاد الكندي لألعاب القوى (الإنجليزية)
- دوغ هايندز على موقع اللجنة الأولمبية الدولية (الإنجليزية)
- دوغ هايندز على موقع أوليمبيديا (الإنجليزية)
- دوغ هايندز على موقع اللجنة الأولمبية الكندية (الإنجليزية)
- دوغ هايندز على موقع اتحاد ألعاب الكومنولث (مؤرشف) (الإنجليزية)